# Злата Огњевич
Злата Огњевич (рус. Злата Огневич, укр. Злата Огнєвіч), правим именом: Ина Леонидивна Бордјуг (укр. Інна Леонідівна Бордюг); 12. јануар 1986, Мурманск, украјинска је певачица. Песме изводи на украјинском, руском и енглеском језику. Злата је представљала Украјину на Песми Евровизије 2013. у Малмеу и освојила је треће место.
Злата је одрасла у Судаку, малом граду који се налази на полуострву Крим у јужној Украјини. Ту се њена породица преселила 1992. године, када је њен отац, који је био војно лице, премештен. Пре тога, породица је живела и у Санкт Петербургу и у Минску. Златин отац је пореклом из јужне Украјине, и по њему има српског, а по мајци италијанског порекла.
Она је још као дете почела да се бави музиком, а завршила је одсек вокалног солисте џеза на Кијевском институту музике. Солиста је и Државног ансамбла песама и игара Оружаних снага Украјине.

## Синглови
- (2010)
- (2011)
- (2013)